# Wybory parlamentarne w Wielkiej Brytanii w 2024 roku
     Partia Pracy
     Partia Konserwatywna
     Liberalni Demokraci
     Szkocka Partia Narodowa
     Sinn Fein
     Reform UK
     Demokratyczna Partia Unionistyczna
     Partia Zielonych Anglii i Walii
     Plaid Cymru
     Socjaldemokratyczna Partia Pracy
     Partia Sojuszu Irlandii Północnej
     Ulsterska Partia Unionistyczna
     Traditional Unionist Voice

Wyniki wyborów parlamentarnych w poszczególnych jednomandatowych okręgach wyborczych
Partia Pracy
Partia Konserwatywna
Liberalni Demokraci
Szkocka Partia Narodowa
Sinn Fein
Reform UK
Demokratyczna Partia Unionistyczna
Partia Zielonych Anglii i Walii
Plaid Cymru
Socjaldemokratyczna Partia Pracy
Partia Sojuszu Irlandii Północnej
Ulsterska Partia Unionistyczna
Traditional Unionist Voice

Wybory parlamentarne w Wielkiej Brytanii w 2024 roku – przedterminowe wybory do Izby Gmin Zjednoczonego Królestwa Wielkiej Brytanii i Irlandii Północnej, które zostały przeprowadzone 4 lipca. W ich wyniku rządząca Partia Konserwatywna po 14 latach rządów przeszła do opozycji, a zwyciężyła Partia Pracy z Keirem Starmerem na czele. Torysi uzyskali najmniejszą liczbę mandatów w niemal dwustuletniej historii partii – 121 spośród 650. Laburzyści, pomimo niewielkiego wzrostu poparcia, podwoili liczbę posiadanych mandatów, uzyskując zdecydowaną większość parlamentarną. Lepszy wynik ich partia uzyskała uprzednio tylko pod przewodnictwem Tony'ego Blaira w 1997 roku. 
Trzecią siłą polityczną pod względem liczby uzyskanych głosów (14,3%) była kierowana przez Nigela Farage'a partia Reform UK, która debiutowała w tych wyborach, jednak ze względu na jednomandatowy system wyborczy uzyskała jedynie 5 mandatów. Liberalni Demokraci przy nieco mniejszym poparciu uzyskali 72 mandaty, co było najlepszym wynikiem w historii tej partii. Dysproporcje pomiędzy liczbami głosów oddanych na poszczególne partie, a liczbami uzyskanych mandatów były największe w historii brytyjskich wyborów, wśród części komentatorów rodząc pytania dotyczące zasadności stosowania systemu jednomandatowego. W Szkocji pro-niepodległościowa Szkocka Partia Narodowa odnotowała znaczący spadek poparcia, w rezultacie czego partia ta, w poprzedniej kadencji będąca dominującą siłą polityczną, utraciła większość posiadanych mandatów.
335 spośród 650 wybranych posłów nie zasiadało wcześniej w parlamencie. Do Izby Gmin nie dostało się 12 spośród ubiegających się o reelekcję ministrów w poprzednim rządzie Partii Konserwatywnej. Wśród przegranych była m.in. była premier Wielkiej Brytanii (2022), Liz Truss. Wśród parlamentarzystów znajduje się rekordowa liczba kobiet (263 – 40% ogółu) oraz przedstawicieli mniejszości etnicznych (90 – 14% ogółu).

## Sondaże

### Exit poll
Według badań exit poll przeprowadzonych przez Ipsos MORI dla BBC, ITV i Sky News opublikowanych po zamknięciu lokali wyborczych o godz. 22:00, przedterminowe wybory parlamentarne do Izby Gmin wygrała Partia Pracy. Laburzyści zdeklasowali rywali, zdobywając 410 z 650 mandatów. Partia Konserwatywna mogła liczyć na 131 mandatów. Trzecie miejsce zajęli Liberalni Demokraci z 61 mandatami. Reform UK pod przywództwem Nigela Farage'a mogła liczyć na 13 mandatów, a Szkocka Partia Narodowa na zaledwie 10.
| Partia                                    | Partia                          | Mandaty | Zmiana |
| ----------------------------------------- | ------------------------------- | ------- | ------ |
|                                           | Partia Pracy                    | 410     | +208   |
|                                           | Partia Konserwatywna            | 131     | -234   |
|                                           | Liberalni Demokraci             | 61      | +50    |
|                                           | Reform UK                       | 13      | +13    |
|                                           | Szkocka Partia Narodowa         | 10      | -38    |
|                                           | Plaid Cymru                     | 4       | 0      |
|                                           | Partia Zielonych Anglii i Walii | 2       | +1     |
|                                           | Inni                            | 19      | +0     |
| Zwycięstwo Partii Pracy z większością 170 |                                 |         |        |
| Źródło: BBC                               |                                 |         |        |

## Wyniki
Oficjalne wyniki wyborów:
| Partia  | Partia                                                              | Liczba zdobytych mandatów | Zmiana | Liczba głosów | % głosów | Zmiana (%) |
| ------- | ------------------------------------------------------------------- | ------------------------- | ------ | ------------- | -------- | ---------- |
|         | Partia Pracy (Labour Party)                                         | 411                       | +209   | 9 704 655     | 33,7     | +1,6       |
|         | Partia Konserwatywna (Conservative Party)                           | 121                       | -244   | 6 827 311     | 23,7     | -19,9      |
|         | Liberalni Demokraci (Liberal Democrats)                             | 72                        | +61    | 3 519 199     | 12,2     | +0,7       |
|         | Szkocka Partia Narodowa (Scottish National Party)                   | 9                         | -39    | 724 758       | 2,5      | -1,4       |
|         | Sinn Fein                                                           | 7                         | 0      | 210 891       | 0,7      | +0,1       |
|         | Kandydaci niezależni                                                | 6                         | +6     | 564 243       | 2,0      | +1,4       |
|         | Reform UK                                                           | 5                         | +5     | 4 117 221     | 14,3     | +12,3      |
|         | Demokratyczna Partia Unionistyczna (Democratic Unionist Party)      | 5                         | -3     | 172 058       | 0,6      | -0,2       |
|         | Partia Zielonych Anglii i Walii (Green Party of England and Wales)  | 4                         | +3     | 1 943 265     | 6,7      | +4,0       |
|         | Plaid Cymru                                                         | 4                         | +2     | 194 811       | 0,7      | +0,2       |
|         | Socjaldemokratyczna Partia Pracy (Social Democratic & Labour Party) | 2                         | 0      | 86 861        | 0,3      | -0,1       |
|         | Partia Sojuszu Irlandii Północnej (Alliance Party)                  | 1                         | 0      | 117 191       | 0,4      | 0,0        |
|         | Ulsterska Partia Unionistyczna (Ulster Unionist Party)              | 1                         | +1     | 94 779        | 0,3      | 0,0        |
|         | Traditional Unionist Voice                                          | 1                         | +1     | 48 685        | 0,2      | +0,2       |
|         | Spiker Izby Gmin                                                    | 1                         | 0      | 25 238        | –        | –          |
|         | Workers Party of Britain                                            | 0                         | 0      | 210 194       | 0,7      | +0,7       |
|         | Pozostałe ugrupowania                                               | 0                         | 0      | 265 726       | 0,9      | –          |
| Łącznie | Łącznie                                                             | 650                       | –      | 29 391 329    | 100,0    | –          |

### Wyniki regionalne
| Partia  | Partia                             | Anglia          | Anglia   | Szkocja         | Szkocja  | Walia           | Walia    | Irlandia Północna | Irlandia Północna | Łącznie mandatów |
| Partia  | Partia                             | Liczba mandatów | % głosów | Liczba mandatów | % głosów | Liczba mandatów | % głosów | Liczba mandatów   | % głosów          | Łącznie mandatów |
| ------- | ---------------------------------- | --------------- | -------- | --------------- | -------- | --------------- | -------- | ----------------- | ----------------- | ---------------- |
|         | Partia Pracy                       | 347             | 34,4     | 37              | 35,3     | 27              | 37,0     | –                 | –                 | 411              |
|         | Partia Konserwatywna               | 116             | 25,9     | 5               | 12,7     | 0               | 18,2     | 0                 | 0,1               | 121              |
|         | Liberalni Demokraci                | 65              | 13,2     | 6               | 9,7      | 1               | 6,5      | –                 | –                 | 72               |
|         | Szkocka Partia Narodowa            | –               | –        | 9               | 30,0     | –               | –        | –                 | –                 | 9                |
|         | Sinn Fein                          | –               | –        | –               | –        | –               | –        | 7                 | 27,0              | 7                |
|         | Kandydaci niezależni               | 5               | 2,1      | 0               | 0,4      | 0               | 1,3      | 1                 | 3,0               | 6                |
|         | Reform UK                          | 5               | 15,3     | 0               | 7,0      | 0               | 16,9     | –                 | –                 | 5                |
|         | Demokratyczna Partia Unionistyczna | –               | –        | –               | –        | –               | –        | 5                 | 22,1              | 5                |
|         | Partia Zielonych                   | 4               | 7,3      | 0               | 3,8      | 0               | 4,7      | 0                 | 1,1               | 4                |
|         | Plaid Cymru                        | –               | –        | –               | –        | 4               | 14,8     | –                 | –                 | 4                |
|         | Socjaldemokratyczna Partia Pracy   | –               | –        | –               | –        | –               | –        | 2                 | 11,1              | 2                |
|         | Partia Sojuszu Irlandii Północnej  | –               | –        | –               | –        | –               | –        | 1                 | 15,0              | 1                |
|         | Ulsterska Partia Unionistyczna     | –               | –        | –               | –        | –               | –        | 1                 | 12,2              | 1                |
|         | Traditional Unionist Voice         | –               | –        | –               | –        | –               | –        | 1                 | 6,2               | 1                |
|         | Spiker Izby Gmin                   | 1               | –        | –               | –        | –               | –        | –                 | –                 | 1                |
| Łącznie | Łącznie                            | 543             | 100,0    | 57              | 100,0    | 32              | 100,0    | 18                | 100,0             | 650              |